# Tryggve Andersen

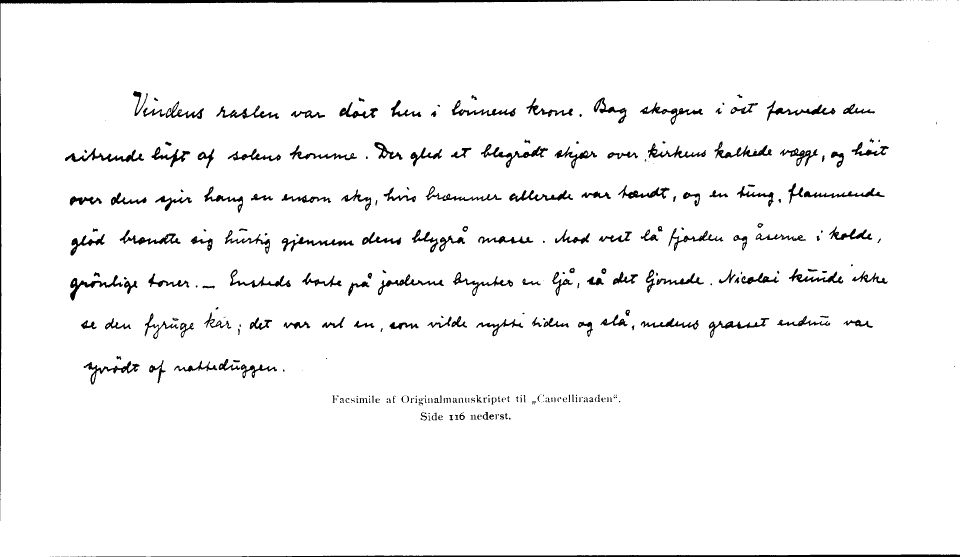
Manuscritor de I cancelliraadens dage.

Tryggve Andersen (Ringsaker, 27 de setembro de 1866 — Gran, 10 de abril de 1920) foi um escritor norueguês, autor de romances e histórias curtas, do movimento neo-romântico na Noruega, que descrevia o choque cultural entre os extractos burocráticos e camponeses.